# Silent Hill 3
Silent Hill 3 – gra komputerowa, trzecia część serii gier z gatunku survival horror „Silent Hill”. Główną rolę odgrywa w niej nastoletnia dziewczyna Heather, w przeciwieństwie do dwóch poprzednich części, których bohaterami byli mężczyźni. Gra jest bezpośrednią kontynuacją części pierwszej (przedstawia wydarzenia po 17 latach) i pomija wydarzenia z części drugiej (ponieważ sama historia w „Silent Hill 2” jest inna niż ta w pierwszej i trzeciej części). „Silent Hill 3”, tak jak poprzednia część, została wydana na PlayStation 2 w 2003 roku na wszystkie regiony (Japonia, Stany Zjednoczone i Europa), oraz w tym samym roku na PC (oprócz Japonii).

## Fabuła
Bohaterka budzi się w koszmarnym parku rozrywki, który otacza wszędobylska ciemność. Heather, uzbrojona tylko w nóż, będzie musiała walczyć z potworami, które czekają na nią w tymże parku. Przygoda ta nie potrwa długo, bowiem Heather szybko zbudzi się ze swojego koszmarnego snu. Zdając sobie sprawę, że zasnęła w restauracji w centrum handlowym, poszła do budki telefonicznej zadzwonić do ojca. Po krótkiej rozmowie zaczepia ją tajemniczy człowiek, który podaje się za detektywa Douglasa Cartlanda. Ta ucieka przed nim przez okno w toalecie. Nie spodziewa się, że w tym momencie rozpoczęła się najgorsza przygoda jej życia. Będzie musiała walczyć z przedziwnymi i groteskowymi potworami, spotka także na swej drodze dziwnych ludzi – m.in. działającą w pewnej sekcie Claudię i tajemniczego Vincenta, który zdaje się przed Heather coś ukrywać, jednakże podaje się za jej przyjaciela. Cała ta przygoda zakończy się niespodziewanym przez nikogo finałem, a dla Heather będzie to odkrycie swojej prawdziwej tożsamości.

## Soundtrack
Soundtrack do „Silent Hill 3” został skomponowany przez Akirę Yamaokę, oraz wydany w Japonii, Stanach Zjednoczonych i Europie. Został dołączany do amerykańskiej wersji gry na PS2. W przeciwieństwie do wydań europejskiego i japońskiego, nie posiadał odrębnego opakowania. Gra jest pierwszą w serii, w której zawarte są utwory wokalne śpiewane przez Mary Elizabeth McGlynn: „Lost Carol”, „You're Not Here”, „Letter - From The Lost Days” i „I Want Love”, oraz Joe Romersę: „Hometown”.

## Silent Hill HD Collection
Silent Hill HD Collection (w Japonii Silent Hill HD Edition) – rozszerzona edycja Silent Hill 3 w obrazie HD z rozdzielczością 720p. Została wydana 20 marca w USA i Europie oraz 29 marca w Japonii na konsole PlayStation 3 i Xbox 360. Najważniejszą zmianą po grafice w grach są dodane trofea do wersji PS3 i achievementy do wersji Xboksowej, oraz na nowo nagrane głosy bohaterów pod kierownictwem Mary Elizabeth McGlynn. W przeciwieństwie do Silent Hill 2 gracz nie ma opcji włączenia oryginalnych głosów. Krótko po premierze wokół HD Collection narodziły się kontrowersje, spowodowane wieloma błędami graficznymi i dźwiękowymi które nie pozwalały na bezproblemowe granie.

### Produkcja gry
HD Collection zostało zapowiedziane przez Konami w 2011 roku na targach E3 – zostało wyjawione, że na kolekcję składać się będą tylko dwie gry z czego każda będzie mieć nagrane na nowo głosy bohaterów. Początkowo kolekcja miała być exclusivem na konsolę Sony, jednak ostatecznie wydaną ją również na konsolę Microsoftu. Początkowo premiera była zaplanowana na 24 stycznia, lecz została przeniesiona na 6 marca. Później znowu została przełożona, tym razem ostatecznie na 20 marca.

### Zmiany
- Większość utworów w Silent Hill 3 HD zostały na nowo nagrane lub zmienione całkowicie.
- W Silent Hill 3 HD dokonano dwóch zmian w dialogach. Pierwszy to tekst Claudii gdy pierwszy raz spotyka Heather: „They've come to witness the Beginning. The rebirth of Paradise, unspoiled by mankind” (wcześniej powiedziała despoiled, lecz zmiana ta fabularnie nie ma sensu). Druga to: „I'll kill you, you bitch!” zamiast „I'll get you for this!”, w momencie, gdy Heather odkrywa, że Claudia przyczyniła się do śmierci jej ojca. Zmiany te jednak dotyczą tylko w głosach – wyświetlane napisy pokazują oryginalne dialogi, co musiało być przeoczone przez developerów. Jeremy Blaustein, autor oryginalnych dialogów, zaakceptował te zmiany.
- Gdy Heather odkrywa rannego Douglasa, jego płaszcz jest dużo bardziej krwawy niż w oryginale.
- W HD Collection ciało martwego Harry’ego na fotelu pokazane jest w całości. W oryginale we wszystkich scenach pokazywano jego ciało bez głowy.

### Odbiór gry
HD Collection na Xboxa 360 spotkało się z mieszanymi i średnimi recenzjami krytyków i fanów, którzy dali jej odpowiednio 71/100 i 6.1 na Metacritic i 70.30% na GameRankings, natomiast wersja na PlayStation 3 spotkała się z bardzo niskimi ocenami: 69/100 i 3.9 na Metacritic i 66.44% na GameRankings.

## Głosy
| Oryginalny głos | Postać                             | Nowy głos              |
| --------------- | ---------------------------------- | ---------------------- |
| Heather Morris  | Heather Mason                      | Amanda Winn-Lee        |
| Richard Grosse  | Douglas Cartland                   | Kirk Thornton          |
| Clifford Rippel | Vincent Smith                      | Yuri Lowenthal         |
| Donna Burke     | Claudia Wolf                       | Laura Bailey           |
| Matt Lagan      | Leonard Wolf                       | ?                      |
| Lenne Hardt     | Kobieta w konfesjonale             | Mary Elizabeth McGlynn |
| Mike Matheson   | Przewodnik po rezydencji Borley'ów | ?                      |
| Thessaly Lerner | Lisa Garland                       | ?                      |
| Michael G       | Harry Mason                        | ?                      |
| Sandra Wane     | Cheryl Mason                       | ?                      |